# Torneo Clausura 2025 (Panamá)
El Torneo Clausura 2025, oficialmente llamado por motivo de patrocinio Liga LPF Tigo Clausura 2025, será la sexagésima tercera edición de la máxima división panameña, siendo el final de la temporada 2025. 
El campeón defensor es el CD Plaza Amador, luego de vencer 6-0 al San Francisco FC en el Estadio Rommel Fernández Gutiérrez y disputar su tercera final consecutiva. 
El 13 de junio de 2025, el Comité de Licencia de Clubes de la Federación Panameña de Fútbol (FPF) anunció a la Liga Panameña de Fútbol, la decisión de revocar la licencia de participación del Club Potros del Este para la Primera División.

## Novedades
- Los Potros del Este fueron excluidos de la Primera División por parte del Comité de Licencias de la Federación Panameña de Fútbol y descendidos a Liga Prom (Segunda División).
- La SD Atlético Nacional ocupará el cupo dejado por el equipo de Potros del Este, en calidad de invitado. Jugará en la sede de la Provincia de Chiriquí.
- UMECIT FC pasó a competir de la Conferencia del Oeste a la Conferencia del Este. Jugará en su sede oficial en Villa Zaíta.

## Sistema de competición
El torneo de la Liga Tigo LPF Clausura 2025 está conformado en dos partes:
- Fase de clasificación: Se integra por dos conferencias de seis equipos por 16 jornadas del torneo.
- Fase final: Se integra por los partidos de play-offs, semifinal y final.

### Fase de clasificación
En la fase de clasificación se observará el sistema de puntos. La ubicación en la tabla general está sujeta a lo siguiente:
- Por juego ganado se obtendrán tres puntos.
- Por juego empatado se obtendrá un punto.
- Por juego perdido no se otorgan puntos.

En esta fase participan los 12 clubes de la LPF jugando en dos grupos llamados conferencias durante las 16 jornadas respectivas. 

### Fase final
Los seis clubes mejor ubicados en la tabla de posiciones clasifican a la fase eliminatoria. Los dos primeros tienen derecho a jugar semifinales directamente y a cerrar la serie como local, mientras que los otros cuatro jugarán a partido único un play-off. En caso de un empate en los encuentros, se disputarán tiempos extras; dos tiempos de 15 minutos cada uno. De persistir el resultado, el partido se definirá desde la tanda de los penales.
La primera etapa se desarrolla de la siguiente manera (Play-Offs):
La segunda etapa de la fase final consiste en unas semifinales que se jugarán a partido único. En caso de que la igualdad persista, se procederá a jugar tiempos extras y finalmente penales. Las semifinales se desarrollarán de la siguiente manera:
En la Final del torneo se reubicarán los clubes de acuerdo a su posición en la tabla. Para determinar el conjunto local y visitante en el juego, respectivamente, para este torneo la final será a partido único y se jugará en el Estadio Rommel Fernández Gutiérrez. En caso de que la igualdad persista, se procederá a jugar tiempos extras y finalmente penales.

## Equipos participantes

### Equipos por provincias
| Provincia    | N.º | Equipos                                                       |
| ------------ | --- | ------------------------------------------------------------- |
| Panamá       | 5   | Alianza FC, CD Plaza Amador, Sporting SM, Tauro FC, Umecit FC |
| Panamá Oeste | 2   | CA Independiente, San Francisco FC                            |
| Coclé        | 1   | CD Universitario                                              |
| Colón        | 1   | Deportivo Árabe Unido                                         |
| Chiriquí     | 1   | SD Atlético Nacional                                          |
| Herrera      | 1   | Herrera FC                                                    |
| Veraguas     | 1   | Veraguas United FC                                            |
| Total        | 12  |                                                               |

### Información de los equipos participantes
| Equipo                 | Entrenador       | Ciudad           | Estadio                    | Capacidad | Patrocinador                                                                    | Kit          |
| ---------------------- | ---------------- | ---------------- | -------------------------- | --------- | ------------------------------------------------------------------------------- | ------------ |
| Alianza                | Jair Palacios    | Ciudad de Panamá | Rommel Fernández Gutiérrez | 23 000    |                                                                                 | Valor        |
| Árabe Unido            | Javier Ainstein  | Colón            | COS Sports Plaza           | 1 100     | 3 patrocinadores Kendall Motor Oil AguAseo TicketMore                           | Kelme        |
| Atlético Independiente | Franklin Narváez | La Chorrera      | Agustín "Muquita" Sánchez  | 2 250     | 2 patrocinadores Altos De La Pradera Gulf                                       | Everlast     |
| Atlético Nacional      | Gustavo Ávila    | David            | San Cristóbal              | 2 876     | SDAN                                                                            | Nitidosports |
| Herrera                | Issaris Nikolaos | Chitré           | Gustavo Posam              | 300       | 2 patrocinadores Varela Hnos S.A Cubita Hotel                                   | FBSports     |
| Plaza Amador           | Mario Méndez     | Ciudad de Panamá | COS Sports Plaza           | 1 100     | Sportium                                                                        | Valor        |
| San Francisco          | David Acosta     | La Chorrera      | Agustín "Muquita" Sánchez  | 2 250     | Provivienda                                                                     | Runic        |
| Sporting San Miguelito | César Aguilar    | San Miguelito    | Los Andes II               | 1 450     | 2 patrocinadores Sol y Luna (Local) Agrícola Chispita (Visitante)               | Spirits      |
| Tauro                  | Enrique García   | Ciudad de Panamá | Rommel Fernández Gutiérrez | 23 000    | 3 patrocinadores Terpel Aceti-Oxígeno,S.A Pinky Aceite Vegetal                  | Lotto        |
| Universitario          | Ángel Sánchez    | Penonomé         | Universidad Latina         | 4 700     | Universidad Latina                                                              | Sheffy       |
| Umecit                 | Julio Infante    | Panamá Este      | COS Sports Plaza           | 1 100     | 2 patrocinadores UMECIT Hospital Santa Fe                                       | Bandera de ? |
| Veraguas United        | Gonzalo Soto     | Santiago         | Arístocles "Toco" Castillo | 3 000     | 5 patrocinadores Super Carnes La Parmigiana Arroz Pelin Santa Librada Seco Epic | Strik3r      |

Datos actualizados al 18 de junio de 2025.
- Nota: (*)  Los equipos utilizaron dichos estadios sólo por este torneo.

### Cambios de entrenadores
| Equipo        | Entrenador saliente        | Fecha de salida     | Jornada dirigida | Tipo de despido    | Reemplazado por            | Fecha de llegada    |
| Pretemporada  | Pretemporada               | Pretemporada        | Pretemporada     | Pretemporada       | Pretemporada               | Pretemporada        |
| ------------- | -------------------------- | ------------------- | ---------------- | ------------------ | -------------------------- | ------------------- |
| Umecit        | Miguel Corral              | 28 de abril de 2025 | (1-14)           | Mutuo acuerdo      | Jeison Santiago (interino) | 28 de abril de 2025 |
| Umecit        | Jeison Santiago (interino) | 10 de mayo de 2025  | (15-16)          | Fin de interinidad | Julio Infante              | 19 de junio de 2025 |
| Árabe Unido   | Francisco Perlo            | 27 de mayo de 2025  | (1-16)           | Fin de contrato    | Javier Ainstein            | 13 de junio de 2025 |
| San Francisco | Nilton Bernal              | 2 de junio de 2025  | (1-Final)        | Fin de contrato    | David Acosta               | 18 de junio de 2025 |
| Herrera       | Felipe Borowsky            | 12 de junio de 2025 | (1-16)           | Fin de contrato    | Issaris Nikolaos           | 18 de julio de 2025 |
| Temporada     |                            |                     |                  |                    |                            |                     |

## Fase de Clasificación

### Conferencia Este
| Pos. | Equipo                | Pts. | PJ | G | E | P | GF | GC | Dif. | Notas                                  |
| ---- | --------------------- | ---- | -- | - | - | - | -- | -- | ---- | -------------------------------------- |
| 1    | C. D. Plaza Amador    | 15   | 5  | 5 | 0 | 0 | 14 | 4  | +10  | Acceso directo a las semifinales.      |
| 2    | Alianza F. C.         | 7    | 5  | 2 | 1 | 2 | 8  | 7  | +1   | Acceso a los play-offs de semifinales. |
| 3    | Umecit F. C.          | 7    | 5  | 2 | 1 | 2 | 3  | 5  | −2   | Acceso a los play-offs de semifinales. |
| 4    | Tauro F. C.           | 5    | 5  | 1 | 2 | 2 | 5  | 9  | −4   |                                        |
| 5    | Sporting S. M.        | 4    | 5  | 1 | 1 | 3 | 3  | 5  | −2   |                                        |
| 6    | Deportivo Árabe Unido | 3    | 5  | 0 | 3 | 2 | 3  | 7  | −4   | Último lugar.                          |

Actualizado a los partidos jugados el 18 de agosto de 2025.
 Fuente: LPF, Soccerway.

### Conferencia Oeste
| Pos. | Equipo                  | Pts. | PJ | G | E | P | GF | GC | Dif. | Notas                                  |
| ---- | ----------------------- | ---- | -- | - | - | - | -- | -- | ---- | -------------------------------------- |
| 1    | San Francisco F. C.     | 12   | 5  | 4 | 0 | 1 | 11 | 7  | +4   | Acceso directo a las semifinales.      |
| 2    | Veraguas United F. C.   | 10   | 5  | 3 | 1 | 1 | 10 | 5  | +5   | Acceso a los play-offs de semifinales. |
| 3    | C. D. Universitario     | 9    | 5  | 2 | 3 | 0 | 7  | 5  | +2   | Acceso a los play-offs de semifinales. |
| 4    | C. A. Independiente     | 4    | 5  | 1 | 1 | 3 | 10 | 10 | 0    |                                        |
| 5    | S. D. Atlético Nacional | 3    | 5  | 0 | 3 | 2 | 7  | 11 | −4   |                                        |
| 6    | Herrera F. C.           | 2    | 5  | 0 | 2 | 3 | 2  | 9  | −7   | Último lugar.                          |

Actualizado a los partidos jugados el 17 de agosto de 2025.
 Fuente: LPF, Soccerway.

### Tabla de posiciones
| Pos. | Equipo                  | Pts. | PJ | G | E | P | GF | GC | Dif. | Notas                                  |
| ---- | ----------------------- | ---- | -- | - | - | - | -- | -- | ---- | -------------------------------------- |
| 1    | C. D. Plaza Amador      | 15   | 5  | 5 | 0 | 0 | 14 | 4  | +10  | Líder general y de la Conferencia Este |
| 2    | San Francisco F. C.     | 12   | 5  | 4 | 0 | 1 | 11 | 7  | +4   | Líder de la Conferencia Oeste          |
| 3    | Veraguas United F. C.   | 10   | 5  | 3 | 1 | 1 | 10 | 5  | +5   |                                        |
| 4    | C. D. Universitario     | 9    | 5  | 2 | 3 | 0 | 7  | 5  | +2   |                                        |
| 5    | Alianza F. C.           | 7    | 5  | 2 | 1 | 2 | 8  | 7  | +1   |                                        |
| 6    | Umecit F. C.            | 7    | 5  | 2 | 1 | 2 | 3  | 5  | −2   |                                        |
| 7    | Tauro F. C.             | 5    | 5  | 1 | 2 | 2 | 5  | 8  | −3   |                                        |
| 8    | C. A. Independiente     | 4    | 5  | 1 | 1 | 3 | 10 | 10 | 0    |                                        |
| 9    | Sporting S. M.          | 4    | 5  | 1 | 1 | 3 | 3  | 5  | −2   |                                        |
| 10   | S. D. Atlético Nacional | 3    | 5  | 0 | 3 | 2 | 7  | 11 | −4   |                                        |
| 11   | Deportivo Árabe Unido   | 3    | 5  | 0 | 3 | 2 | 3  | 7  | −4   |                                        |
| 12   | Herrera F. C.           | 2    | 5  | 0 | 2 | 3 | 2  | 9  | −7   | Último lugar                           |

Actualizado a los partidos jugados el 18 de agosto de 2025.
 Fuente: Liga Panameña de Fútbol.

## Resultados

### Jornadas
- Los horarios son correspondientes al tiempo de Ciudad de Panamá (UTC-5)
- Puedes mirar el calendario completo aquí

| Jornada 1            | Jornada 1 | Jornada 1        | Jornada 1                  | Jornada 1   | Jornada 1 | Jornada 1 | Jornada 1 | Jornada 1 | Jornada 1 |
| -------------------- | --------- | ---------------- | -------------------------- | ----------- | --------- | --------- | --------- | --------- | --------- |
| Conferencia Este     |           |                  |                            |             |           |           |           |           |           |
| Local                | Resultado | Visitante        | Estadio                    | Fecha       | Hora      | TV        |           |           |           |
| Árabe Unido          | 1 - 4     | CD Plaza Amador  | COS Sports Plaza           | 19 de julio | 20:15     |           |           |           |           |
| Alianza FC           | 1 - 2     | Tauro FC         | Rommel Fernández           | 20 de julio | 18:15     |           |           |           |           |
| Sporting SM          | 0 - 1     | Umecit FC        | Los Andes                  | 21 de julio | 20:30     |           |           |           |           |
| Conferencia Oeste    |           |                  |                            |             |           |           |           |           |           |
| Veraguas United FC   | 4 - 1     | Herrera FC       | Arístocles 'Toco' Castillo | 18 de julio | 20:30     |           |           |           |           |
| CD Universitario     | 3 - 2     | CA Independiente | Universidad Latina         | 19 de julio | 18:00     |           |           |           |           |
| SD Atlético Nacional | 1 - 3     | San Francisco FC | San Cristóbal              | 20 de julio | 16:00     |           |           |           |           |
| Total de goles: 23   |           |                  |                            |             |           |           |           |           |           |

| Jornada 2            | Jornada 2 | Jornada 2          | Jornada 2                 | Jornada 2   | Jornada 2 | Jornada 2 | Jornada 2 | Jornada 2 | Jornada 2 |
| -------------------- | --------- | ------------------ | ------------------------- | ----------- | --------- | --------- | --------- | --------- | --------- |
| Conferencia Este     |           |                    |                           |             |           |           |           |           |           |
| Local                | Resultado | Visitante          | Estadio                   | Fecha       | Hora      | TV        |           |           |           |
| CD Plaza Amador      | 3 - 1     | Tauro FC           | COS Sports Plaza          | 26 de julio | 20:15     |           |           |           |           |
| Alianza FC           | 2 - 1     | Sporting SM        | Rommel Fernández          | 27 de julio | 18:15     |           |           |           |           |
| Umecit FC            | 1 - 0     | Árabe Unido        | COS Sports Plaza          | 28 de julio | 20:30     |           |           |           |           |
| Conferencia Oeste    |           |                    |                           |             |           |           |           |           |           |
| Local                | Resultado | Visitante          | Estadio                   | Fecha       | Hora      | TV        |           |           |           |
| San Francisco FC     | 1 - 2     | CD Universitario   | Agustín 'Muquita' Sánchez | 25 de julio | 20:30     |           |           |           |           |
| CA Independiente     | 3 - 0     | Herrera FC         | Agustín 'Muquita' Sánchez | 26 de julio | 18:00     |           |           |           |           |
| SD Atlético Nacional | 0 - 2     | Veraguas United FC | San Cristóbal             | 27 de julio | 16:00     |           |           |           |           |
| Total de goles: 16   |           |                    |                           |             |           |           |           |           |           |

| Jornada 3            | Jornada 3 | Jornada 3          | Jornada 3                 | Jornada 3   | Jornada 3 | Jornada 3 | Jornada 3 | Jornada 3 | Jornada 3 |
| -------------------- | --------- | ------------------ | ------------------------- | ----------- | --------- | --------- | --------- | --------- | --------- |
| Conferencia Este     |           |                    |                           |             |           |           |           |           |           |
| Local                | Resultado | Visitante          | Estadio                   | Fecha       | Hora      | TV        |           |           |           |
| Árabe Unido          | 1 - 1     | Alianza FC         | COS Sports Plaza          | 2 de agosto | 20:15     |           |           |           |           |
| Sporting SM          | 2 - 0     | Tauro FC           | Los Andes                 | 3 de agosto | 18:15     |           |           |           |           |
| Umecit FC            | 0 - 2     | CD Plaza Amador    | COS Sports Plaza          | 4 de agosto | 20:30     |           |           |           |           |
| Conferencia Oeste    |           |                    |                           |             |           |           |           |           |           |
| Local                | Resultado | Visitante          | Estadio                   | Fecha       | Hora      | TV        |           |           |           |
| San Francisco FC     | 3 - 2     | CA Independiente   | Agustín 'Muquita' Sánchez | 1 de agosto | 20:30     |           |           |           |           |
| CD Universitario     | 1 - 1     | Veraguas United FC | Universidad Latina        | 2 de agosto | 18:00     |           |           |           |           |
| SD Atlético Nacional | 1 - 1     | Herrera FC         | San Cristóbal             | 3 de agosto | 16:00     |           |           |           |           |
| Total de goles: 15   |           |                    |                           |             |           |           |           |           |           |

| Jornada 4          | Jornada 4 | Jornada 4            | Jornada 4                  | Jornada 4    | Jornada 4 | Jornada 4 | Jornada 4 | Jornada 4 | Jornada 4 |
| ------------------ | --------- | -------------------- | -------------------------- | ------------ | --------- | --------- | --------- | --------- | --------- |
| Conferencia Este   |           |                      |                            |              |           |           |           |           |           |
| Local              | Resultado | Visitante            | Estadio                    | Fecha        | Hora      | TV        |           |           |           |
| Alianza FC         | 2 - 3     | CD Plaza Amador      | Rommel Fernández           | 8 de agosto  | 20:30     |           |           |           |           |
| Tauro FC           | 1 - 1     | Umecit FC            | COS Sports                 | 9 de agosto  | 20:15     |           |           |           |           |
| Árabe Unido        | 0 - 0     | Sporting SM          | COS Sports Plaza           | 10 de agosto | 18:15     |           |           |           |           |
| Conferencia Oeste  |           |                      |                            |              |           |           |           |           |           |
| Local              | Resultado | Visitante            | Estadio                    | Fecha        | Hora      | TV        |           |           |           |
| CD Universitario   | 1 - 1     | SD Atlético Nacional | Universidad Latina         | 9 de agosto  | 18:00     |           |           |           |           |
| Herrera FC         | 0 - 1     | San Francisco FC     | Gustavo Posam              | 10 de agosto | 16:00     |           |           |           |           |
| Veraguas United FC | 1 - 0     | CA Independiente     | Arístocles 'Toco' Castillo | 11 de agosto | 20:30     |           |           |           |           |
| Total de goles: 11 |           |                      |                            |              |           |           |           |           |           |

| Jornada 5          | Jornada 5 | Jornada 5            | Jornada 5                  | Jornada 5    | Jornada 5 | Jornada 5 | Jornada 5 | Jornada 5 | Jornada 5 |
| ------------------ | --------- | -------------------- | -------------------------- | ------------ | --------- | --------- | --------- | --------- | --------- |
| Conferencia Este   |           |                      |                            |              |           |           |           |           |           |
| Local              | Resultado | Visitante            | Estadio                    | Fecha        | Hora      | TV        |           |           |           |
| Tauro FC           | 1 - 1     | Árabe Unido          | COS Sports                 | 15 de agosto | 20:30     |           |           |           |           |
| CD Plaza Amador    | 2 - 0     | Sporting SM          | COS Sports Plaza           | 16 de agosto | 20:15     |           |           |           |           |
| Alianza FC         | -         | Umecit FC            | Rommel Fernández           | 18 de agosto | 20:00     |           |           |           |           |
| Conferencia Oeste  |           |                      |                            |              |           |           |           |           |           |
| Local              | Resultado | Visitante            | Estadio                    | Fecha        | Hora      | TV        |           |           |           |
| Veraguas United FC | 2 - 3     | San Francisco FC     | Arístocles 'Toco' Castillo | 16 de agosto | 18:00     |           |           |           |           |
| Herrera FC         | -         | CD Universitario     | Gustavo Posam              | 17 de agosto | 16:00     |           |           |           |           |
| CA Independiente   | -         | SD Atlético Nacional | Agustín 'Muquita' Sánchez  | 17 de agosto | 18:15     |           |           |           |           |
| Total de goles:    |           |                      |                            |              |           |           |           |           |           |

## Fase final

### Cuadro de desarrollo
|  | Play-Offs noviembre | Play-Offs noviembre | Play-Offs noviembre |  |  | Semifinales noviembre (Ida) noviembre (Vuelta) | Semifinales noviembre (Ida) noviembre (Vuelta) | Semifinales noviembre (Ida) noviembre (Vuelta) | Semifinales noviembre (Ida) noviembre (Vuelta) | Semifinales noviembre (Ida) noviembre (Vuelta) |  |  | Final Apertura de noviembre | Final Apertura de noviembre | Final Apertura de noviembre |  |
|  |                     |                     |                     |  |  |                                                |                                                |                                                |                                                |                                                |  |  |                             |                             |                             |  |
|  |                     |                     |                     |  |  |                                                |                                                |                                                |                                                |                                                |  |  |                             |                             |                             |  |
|  | 2CE                 |                     |                     |  |  |                                                |                                                |                                                |                                                |                                                |  |  |                             |                             |                             |  |
|  |                     |                     |                     |  |  |                                                |                                                |                                                |                                                |                                                |  |  |                             |                             |                             |  |
|  | 3CO                 |                     |                     |  |  |                                                |                                                |                                                |                                                |                                                |  |  |                             |                             |                             |  |
|  |                     | 1CO                 |                     |  |  |                                                |                                                |                                                |                                                |                                                |  |  |                             |                             |                             |  |
|  |                     |                     |                     |  |  |                                                |                                                |                                                |                                                |                                                |  |  |                             |                             |                             |  |
|  |                     |                     | 3CO                 |  |  |                                                |                                                |                                                |                                                |                                                |  |  |                             |                             |                             |  |
|  |                     |                     |                     |  |  |                                                |                                                |                                                |                                                |                                                |  |  |                             |                             |                             |  |
|  |                     |                     |                     |  |  |                                                |                                                |                                                |                                                |                                                |  |  |                             |                             |                             |  |
|  |                     |                     |                     |  |  |                                                |                                                |                                                |                                                |                                                |  |  |                             |                             |                             |  |
|  |                     |                     |                     |  |  |                                                |                                                |                                                | 3CO                                            |                                                |  |  |                             |                             |                             |  |
|  |                     |                     |                     |  |  |                                                |                                                |                                                |                                                |                                                |  |  |                             |                             |                             |  |
|  |                     |                     | 1CE                 |  |  |                                                |                                                |                                                |                                                |                                                |  |  |                             |                             |                             |  |
|  | 2CO                 |                     |                     |  |  |                                                |                                                |                                                |                                                |                                                |  |  |                             |                             |                             |  |
|  |                     |                     |                     |  |  |                                                |                                                |                                                |                                                |                                                |  |  |                             |                             |                             |  |
|  | 3CE                 |                     |                     |  |  |                                                |                                                |                                                |                                                |                                                |  |  |                             |                             |                             |  |
|  |                     | 1CE                 |                     |  |  |                                                |                                                |                                                |                                                |                                                |  |  |                             |                             |                             |  |
|  |                     |                     |                     |  |  |                                                |                                                |                                                |                                                |                                                |  |  |                             |                             |                             |  |
|  |                     |                     | 3CE                 |  |  |                                                |                                                |                                                |                                                |                                                |  |  |                             |                             |                             |  |
|  |                     |                     |                     |  |  |                                                |                                                |                                                |                                                |                                                |  |  |                             |                             |                             |  |
|  |                     |                     |                     |  |  |                                                |                                                |                                                |                                                |                                                |  |  |                             |                             |                             |  |
|  |                     |                     |                     |  |  |                                                |                                                |                                                |                                                |                                                |  |  |                             |                             |                             |  |
|  |                     |                     |                     |  |  |                                                |                                                |                                                |                                                |                                                |  |  |                             |                             |                             |  |
|  |                     |                     |                     |  |  |                                                |                                                |                                                |                                                |                                                |  |  |                             |                             |                             |  |

## Tabla General

### Acumulada de la temporada 2025
| Pos. | Equipo                  | Pts. | PJ | G  | E  | P  | GF | GC | Dif. | Clasificación 2026                    |
| ---- | ----------------------- | ---- | -- | -- | -- | -- | -- | -- | ---- | ------------------------------------- |
| 1    | C. D. Plaza Amador      | 46   | 21 | 14 | 4  | 3  | 37 | 20 | +17  | Campeón del Torneo Apertura 2025      |
| 2    | C. D. Universitario     | 37   | 21 | 9  | 10 | 2  | 29 | 20 | +9   |                                       |
| 3    | San Francisco F. C.     | 35   | 21 | 10 | 5  | 6  | 29 | 20 | +9   | Subcampeón del Torneo Apertura 2025   |
| 4    | Sporting S. M.          | 29   | 21 | 8  | 5  | 8  | 19 | 20 | −1   |                                       |
| 5    | Veraguas United F. C.   | 29   | 21 | 8  | 5  | 8  | 27 | 33 | −6   |                                       |
| 6    | C. A. Independiente     | 28   | 21 | 7  | 7  | 7  | 31 | 26 | +5   |                                       |
| 7    | Tauro F. C.             | 25   | 21 | 6  | 7  | 8  | 29 | 27 | +2   |                                       |
| 8    | Alianza F. C.           | 25   | 21 | 6  | 7  | 8  | 26 | 30 | −4   |                                       |
| 9    | Umecit F. C.            | 25   | 21 | 6  | 7  | 8  | 19 | 24 | −5   |                                       |
| 10   | Deportivo Árabe Unido   | 22   | 21 | 5  | 7  | 9  | 20 | 24 | −4   | Play-offs de permanencia de categoría |
| 11   | Herrera F. C.           | 17   | 21 | 3  | 8  | 10 | 18 | 29 | −11  |                                       |
| 12   | S. D. Atlético Nacional | 3    | 5  | 0  | 3  | 2  | 7  | 11 | −4   | Descenso a la Liga de Promoción       |
| 13   | Potros del Este F. C.   | 16   | 16 | 3  | 7  | 6  | 17 | 24 | −7   | Excluído                              |

Actualizado a los partidos jugados el 18 de agosto de 2025.
 Fuente: Liga Panameña de Fútbol.
Notas:
1. ↑  Jugaría el Play-Offs de descenso por ser el equipo con menos puntos de la Conferencia contraria, al equipo descendido directamente.
2. ↑  Fue ascendido a mitad de temporada, por la baja administrativa de Potros del Este FC. Por ende inició desde ceros su acumulativa.
3. ↑  La Comisión de Licencias de la Federación Panameña de Fútbol mediante la resolución NO. 01-2025-LC-RE le revocó la Licencia A para participar en la Primera División, por temas de impagos a los jugadores.